# Nilda Jara
Nilda Mercedes Jara Gallegos (Lima, 27 de noviembre de 1942) fue primera dama del Perú de 2000 a 2001 por ser la esposa del presidente Valentín Paniagua.
Cuando su esposo ocupó interinamente la presidencia ejerció también el cargo de presidenta de la Fundación por los Niños del Perú, no teniendo mayor desempeño más allá de lo protocolar debido al corto mandato de Paniagua. 
Con Paniagua tuvo 4 hijos: Valentín, Susana, Francisco y Jimena.